# Segunda División de Venezuela 2023
La temporada 2023 de la Segunda División de Venezuela, denominada oficialmente como «Liga FUTVE 2 2023», fue la 44.ª edición del torneo de segundo nivel del fútbol profesional venezolano.

## Sistema de juego
El torneo de Segunda División tuvo la misma modalidad para dos torneos cortos, un Apertura y un Clausura, de la siguiente manera:
- Fase regular: 16 equipos se dividieron en dos grupos por su ubicación geográfica; el Grupo Occidental se conformó con ocho equipos y el Grupo Oriental también con ocho equipos, enfrentándose en formato de ida y vuelta (14 fechas). Los cuatro primeros de cada grupo avanzaron a la fase eliminatoria.[3]

- Fase eliminatoria: Los ocho equipos clasificados fueron emparejados en cuatro llaves por su ubicación en la fase regular, jugaron bajo el sistema de eliminación directa en partidos ida y vuelta desde cuartos de final, los ganadores de esa primera instancia avanzaron a las semifinales en partidos de ida y vuelta. Los finalistas disputaron el título de campeón de torneo corto a partido único. El equipo ganador clasificó a la Final Absoluta. El orden de los enfrentamientos para los cuartos de final fue el siguiente:

- - Llave A: 1.º Grupo A vs. 4.º Grupo B
  - Llave B: 1.º Grupo B vs. 4.º Grupo A
  - Llave C: 2.º Grupo A vs. 3.º Grupo B
  - Llave D: 2.º Grupo B vs. 3.º Grupo A

- Ascenso: Los dos equipos ganadores de torneos cortos se enfrentaron en una Final Absoluta a ida y vuelta, donde el ganador fue declarado campeón nacional y ascendió de forma directa a la Primera División 2024 siempre y cuando cumpliera con los criterios de la licencia de clubes. Si un equipo ganaba los dos torneos se coronaba automáticamente como campeón y ascendía a Primera División.[4]

## Equipos participantes
El club Marítimo de La Guaira retornó en la categoría mediante la adquisición de los derechos de Unión Local Andina. El Deportivo Petare cambió de nombre y pasó a denominarse Deportivo Miranda.

### Ascensos y descensos
| Pos. | Descendido de Primera División |
| ---- | ------------------------------ |
| 16.º | Aragua                         |

| Ascendido a Primera División |
| ---------------------------- |
| Angostura                    |

| Excluidos de Primera División |
| ----------------------------- |
| Deportivo Lara                |

| Excluidos de Segunda División |
| ----------------------------- |
| Aragua                        |
| Llaneros de Guanare           |
| Libertador                    |

### Datos de los equipos

#### Grupo Occidental
| Equipo            | Ciudad        | Entrenador       | Estadio                       | Capacidad |
| ----------------- | ------------- | ---------------- | ----------------------------- | --------- |
| Academia Rey      | Barquisimeto  | Norlen González  | Farid Richa                   | 12 000    |
| Atlético El Vigía | El Vigía      | Rodín Duque      | Ramón Hernández               | 12 785    |
| Héroes de Falcón  | Coro          | Freddys González | Ludgero Correia               | 1500      |
| Real Frontera     | San Cristóbal | Diomar García    | Polideportivo de Pueblo Nuevo | 38 755    |
| Titanes           | Guanare       | Manuel González  | Rafael Calles Pinto           | 13 000    |
| Trujillanos       | Valera        | Miguel Molina    | José Alberto Pérez            | 20 000    |
| Ureña             | Ureña         | Adolfo Monsalve  | Humberto Laureano             | 500       |
| Yaracuyanos       | San Felipe    | José Fasciana    | Florentino Oropeza            | 12 000    |

#### Grupo Centro–Oriental
| Equipo                | Ciudad         | Entrenador           | Estadio                 | Capacidad |
| --------------------- | -------------- | -------------------- | ----------------------- | --------- |
| Academia Anzoátegui   | Puerto La Cruz | José Daniel González | José Antonio Anzoátegui | 37 485    |
| AIFI                  | Ciudad Guayana | Edson Tortolero      | CTE Cachamay            | 41 600    |
| Atlético La Cruz      | Maturín        | Kevin Vidaña         | Alexander Bottini       | 8000      |
| Bolívar               | Ciudad Bolívar | Edward Leonet        | CTE Cachamay            | 41 600    |
| Deportivo Miranda     | Caracas        | Marco Conde          | Brígido Iriarte         | 9800      |
| Dynamo Puerto         | Puerto La Cruz | Juvencio Betancourt  | Francisco Massiani      | 500       |
| Marítimo de La Guaira | La Guaira      | Alfarabi Romero      | Complejo Camurí Chico   | 2500      |
| Nueva Esparta         | Pampatar       | Yosduan Rodríguez    | Dynamo La Victoria      | 1500      |

### Localización
| Región            | N.° | Equipos                                                             |
| ----------------- | --- | ------------------------------------------------------------------- |
| Los Andes         | 4   | Atlético El Vigía, Real Frontera, Trujillanos, Ureña                |
| Centro Occidental | 4   | Academia Rey, Héroes de Falcón, Titanes, Yaracuyanos                |
| Nor-Oriental      | 4   | Academia Anzoátegui, Atlético La Cruz, Dynamo Puerto, Nueva Esparta |
| Capital           | 2   | Deportivo Miranda, Marítimo de La Guaira                            |
| Guayana           | 2   | AIFI, Bolívar                                                       |

## Torneo Apertura

### Grupo Occidental

#### Clasificación
| Pos. | Equipo            | Pts. | PJ | G | E | P | GF | GC | Dif. | Clasificación     |
| ---- | ----------------- | ---- | -- | - | - | - | -- | -- | ---- | ----------------- |
| 1    | Ureña             | 25   | 14 | 7 | 4 | 3 | 29 | 15 | +14  | Fase eliminatoria |
| 2    | Héroes de Falcón  | 22   | 14 | 5 | 7 | 2 | 19 | 12 | +7   | Fase eliminatoria |
| 3    | Real Frontera     | 21   | 14 | 6 | 3 | 5 | 23 | 19 | +4   | Fase eliminatoria |
| 4    | Trujillanos       | 19   | 14 | 4 | 7 | 3 | 11 | 10 | +1   | Fase eliminatoria |
| 5    | Titanes           | 19   | 14 | 5 | 4 | 5 | 12 | 16 | −4   |                   |
| 6    | Yaracuyanos       | 17   | 14 | 6 | 5 | 3 | 21 | 19 | +2   |                   |
| 7    | Academia Rey      | 11   | 14 | 3 | 2 | 9 | 12 | 29 | −17  |                   |
| 8    | Atlético El Vigía | 10   | 14 | 2 | 4 | 8 | 12 | 19 | −7   |                   |

 Fuente: Liga FUTVE 2
Notas:
1. ↑  Las resoluciones 039-2022 y 016-2023 del Consejo de Honor de la FVF establecen la deducción de 6 puntos al club Yaracuyanos.

#### Resultados
- Los horarios corresponden al huso horario de Venezuela (UTC-4).

| Real Frontera    | 1 - 3 | Ureña             | Polideportivo de Pueblo Nuevo | 11 de marzo | 16:00 |
| Academia Rey     | 0 - 0 | Trujillanos       | Metropolitano de Cabudare     | 12 de marzo | 15:30 |
| Titanes          | 1 - 0 | Atlético El Vigía | Rafael Calles Pinto           | 12 de marzo | 15:30 |
| Héroes de Falcón | 1 - 1 | Yaracuyanos       | Ludgero Correia               | 12 de marzo | 16:00 |

| Yaracuyanos       | 1 - 0 | Titanes          | Florentino Oropeza | 18 de marzo | 15:30 |
| Ureña             | 1 - 2 | Academia Rey     | Humberto Laureano  | 18 de marzo | 16:00 |
| Trujillanos       | 0 - 0 | Héroes de Falcón | José Alberto Pérez | 18 de marzo | 16:00 |
| Atlético El Vigía | 3 - 0 | Real Frontera    | Ramón Hernández    | 19 de marzo | 15:00 |

| Yaracuyanos      | 2 - 1 | Atlético El Vigía | Florentino Oropeza            | 25 de marzo | 15:30 |
| Ureña            | 0 - 1 | Trujillanos       | Humberto Laureano             | 25 de marzo | 16:00 |
| Real Frontera    | 2 - 1 | Academia Rey      | Polideportivo de Pueblo Nuevo | 26 de marzo | 16:00 |
| Héroes de Falcón | 3 - 0 | Titanes           | Ludgero Correia               | 26 de marzo | 16:00 |

| Atlético El Vigía | 0 - 0 | Héroes de Falcón | Ramón Hernández           | 2 de abril | 15:00 |
| Titanes           | 0 - 0 | Ureña            | Rafael Calles Pinto       | 2 de abril | 15:30 |
| Academia Rey      | 0 - 4 | Yaracuyanos      | Metropolitano de Cabudare | 2 de abril | 15:30 |
| Trujillanos       | 1 - 1 | Real Frontera    | José Alberto Pérez        | 2 de abril | 16:00 |

| Yaracuyanos   | 1 - 1 | Trujillanos       | Florentino Oropeza            | 8 de abril | 15:30 |
| Academia Rey  | 4 - 0 | Titanes           | Metropolitano de Cabudare     | 9 de abri  | 15:30 |
| Real Frontera | 3 - 0 | Héroes de Falcón  | Polideportivo de Pueblo Nuevo | 9 de abri  | 16:00 |
| Ureña         | 4 - 1 | Atlético El Vigía | Humberto Laureano             | 9 de abri  | 16:00 |

| Atlético El Vigía | 2 - 0 | Academia Rey | Ramón Hernández               | 16 de abril | 15:00 |
| Titanes           | 1 - 1 | Trujillanos  | Rafael Calles Pinto           | 16 de abril | 15:30 |
| Real Frontera     | 2 - 1 | Yaracuyanos  | Polideportivo de Pueblo Nuevo | 16 de abril | 16:00 |
| Héroes de Falcón  | 2 - 1 | Ureña        | Ludgero Correia               | 16 de abril | 16:00 |

| Academia Rey | 1 - 1 | Héroes de Falcón  | Metropolitano de Cabudare | 22 de abril | 16:00 |
| Titanes      | 0 - 2 | Real Frontera     | Rafael Calles Pinto       | 22 de abril | 16:00 |
| Trujillanos  | 2 - 0 | Atlético El Vigía | José Alberto Pérez        | 22 de abril | 16:00 |
| Ureña        | 6 - 1 | Yaracuyanos       | Humberto Laureano         | 22 de abril | 16:00 |

| Yaracuyanos       | 1 - 3 | Ureña        | Florentino Oropeza            | 26 de abril | 15:00 |
| Atlético El Vigía | 0 - 0 | Trujillanos  | Ramón Hernández               | 26 de abril | 15:00 |
| Real Frontera     | 0 - 1 | Titanes      | Polideportivo de Pueblo Nuevo | 26 de abril | 16:00 |
| Héroes de Falcón  | 7 - 0 | Academia Rey | Ludgero Correia               | 26 de abril | 16:00 |

| Yaracuyanos  | 4 - 2 | Real Frontera     | Florentino Oropeza | 29 de abril | 15:30 |
| Academia Rey | 1 - 0 | Atlético El Vigía | Farid Richa        | 30 de abril | 15:30 |
| Ureña        | 1 - 1 | Héroes de Falcón  | Humberto Laureano  | 30 de abril | 16:00 |
| Trujillanos  | 0 - 1 | Titanes           | José Alberto Pérez | 30 de abril | 16:00 |

| Trujillanos       | 1 - 1 | Yaracuyanos   | José Alberto Pérez  | 6 de mayo | 16:00 |
| Atlético El Vigía | 1 - 1 | Ureña         | Ramón Hernández     | 7 de mayo | 15:00 |
| Titanes           | 2 - 1 | Academia Rey  | Rafael Calles Pinto | 7 de mayo | 15:30 |
| Héroes de Falcón  | 0 - 0 | Real Frontera | Ludgero Correia     | 7 de mayo | 16:00 |

| Yaracuyanos      | 1 - 0 | Academia Rey      | Florentino Oropeza            | 13 de mayo | 15:30 |
| Real Frontera    | 0 - 1 | Trujillanos       | Polideportivo de Pueblo Nuevo | 14 de mayo | 16:00 |
| Ureña            | 3 - 2 | Titanes           | Humberto Laureano             | 14 de mayo | 16:00 |
| Héroes de Falcón | 2 - 1 | Atlético El Vigía | Ludgero Correia               | 14 de mayo | 16:00 |

| Atlético El Vigía | 1 - 2 | Yaracuyanos      | Ramón Hernández     | 17 de mayo | 16:00 |
| Academia Rey      | 2 - 5 | Real Frontera    | Farid Richa         | 17 de mayo | 16:00 |
| Titanes           | 3 - 0 | Héroes de Falcón | Rafael Calles Pinto | 17 de mayo | 16:00 |
| Trujillanos       | 1 - 2 | Ureña            | José Alberto Pérez  | 17 de mayo | 16:00 |

| Academia Rey     | 0 - 3 | Ureña             | Farid Richa                   | 21 de mayo | 15:30 |
| Héroes de Falcón | 2 - 1 | Trujillanos       | Ludgero Correia               | 21 de mayo | 15:30 |
| Titanes          | 1 - 1 | Yaracuyanos       | Rafael Calles Pinto           | 21 de mayo | 15:30 |
| Real Frontera    | 4 - 1 | Atlético El Vigía | Polideportivo de Pueblo Nuevo | 21 de mayo | 15:30 |

| Ureña             | 1 - 1 | Real Frontera    | Humberto Laureano  | 25 de mayo | 15:30 |
| Trujillanos       | 1 - 0 | Academia Rey     | José Alberto Pérez | 25 de mayo | 15:30 |
| Yaracuyanos       | 0 - 0 | Héroes de Falcón | Florentino Oropeza | 25 de mayo | 15:30 |
| Atlético El Vigía | 0 - 0 | Titanes          | Ramón Hernández    | 25 de mayo | 15:30 |

### Grupo Centro–Oriental

#### Clasificación
| Pos. | Equipo                | Pts. | PJ | G | E | P | GF | GC | Dif. | Clasificación     |
| ---- | --------------------- | ---- | -- | - | - | - | -- | -- | ---- | ----------------- |
| 1    | Bolívar               | 23   | 14 | 6 | 5 | 3 | 14 | 9  | +5   | Fase eliminatoria |
| 2    | Marítimo de La Guaira | 22   | 14 | 5 | 7 | 2 | 12 | 8  | +4   | Fase eliminatoria |
| 3    | Nueva Esparta         | 21   | 14 | 6 | 3 | 5 | 17 | 10 | +7   | Fase eliminatoria |
| 4    | Deportivo Miranda     | 21   | 14 | 6 | 3 | 5 | 10 | 12 | −2   | Fase eliminatoria |
| 5    | Academia Anzoátegui   | 20   | 14 | 6 | 2 | 6 | 17 | 17 | 0    |                   |
| 6    | AIFI                  | 19   | 14 | 5 | 4 | 5 | 11 | 13 | −2   |                   |
| 7    | Atlético La Cruz      | 17   | 14 | 5 | 2 | 7 | 14 | 18 | −4   |                   |
| 8    | Dynamo Puerto         | 9    | 14 | 1 | 6 | 7 | 10 | 18 | −8   |                   |

 Fuente: Liga FUTVE 2

#### Resultados
- Los horarios corresponden al huso horario de Venezuela (UTC-4).

| Nueva Esparta       | 4 - 0 | Atlético La Cruz      | Dynamo La Victoria      | 11 de marzo | 15:00 |
| Academia Anzoátegui | 0 - 0 | Dynamo Puerto         | José Antonio Anzoátegui | 11 de marzo | 16:00 |
| Bolívar             | 0 - 0 | AIFI                  | CTE Cachamay            | 11 de marzo | 16:00 |
| Deportivo Miranda   | 0 - 0 | Marítimo de La Guaira | Brígido Iriarte         | 12 de marzo | 15:00 |

| AIFI                  | 4 - 1 | Deportivo Miranda   | CTE Cachamay       | 18 de marzo | 19:00 |
| Dynamo Puerto         | 0 - 0 | Nueva Esparta       | Francisco Massiani | 19 de marzo | 15:30 |
| Atlético La Cruz      | 2 - 1 | Bolívar             | Alexander Bottini  | 19 de marzo | 15:30 |
| Marítimo de La Guaira | 1 - 2 | Academia Anzoátegui | José María Vargas  | 19 de marzo | 15:30 |

| AIFI                | 0 - 0 | Marítimo de La Guaira | CTE Cachamay            | 24 de marzo | 19:00 |
| Bolívar             | 0 - 1 | Deportivo Miranda     | CTE Cachamay            | 25 de marzo | 16:00 |
| Dynamo Puerto       | 1 - 1 | Atlético La Cruz      | Francisco Massiani      | 26 de marzo | 15:30 |
| Academia Anzoátegui | 0 - 1 | Nueva Esparta         | José Antonio Anzoátegui | 26 de marzo | 16:00 |

| Nueva Esparta         | 3 - 0 | AIFI                | Dynamo La Victoria | 1 de abril | 14:00 |
| Deportivo Miranda     | 1 - 1 | Dynamo Puerto       | Brígido Iriarte    | 2 de abril | 15:00 |
| Atlético La Cruz      | 2 - 1 | Academia Anzoátegui | Alexander Bottini  | 2 de abril | 15:30 |
| Marítimo de La Guaira | 1 - 1 | Bolívar             | José María Vargas  | 2 de abril | 16:00 |

| AIFI                | 1 - 0 | Atlético La Cruz      | CTE Cachamay            | 7 de abril | 19:00 |
| Nueva Esparta       | 0 - 1 | Deportivo Miranda     | Dynamo La Victoria      | 8 de abril | 15:00 |
| Dynamo Puerto       | 0 - 0 | Marítimo de La Guaira | Francisco Massiani      | 9 de abril | 15:30 |
| Academia Anzoátegui | 0 - 1 | Bolívar               | José Antonio Anzoátegui | 9 de abril | 16:00 |

| Bolívar               | 1 - 0 | Dynamo Puerto    | CTE Cachamay            | 15 de abril | 16:00 |
| Deportivo Miranda     | 2 - 1 | Atlético La Cruz | Brígido Iriarte         | 16 de abril | 15:00 |
| Academia Anzoátegui   | 1 - 0 | AIFI             | José Antonio Anzoátegui | 16 de abril | 16:00 |
| Marítimo de La Guaira | 1 - 0 | Nueva Esparta    | José María Vargas       | 16 de abril | 16:00 |

| Dynamo Puerto     | 3 - 4 | AIFI                  | Francisco Massiani | 22 de abril | 16:00 |
| Deportivo Miranda | 1 - 2 | Academia Anzoátegui   | Brígido Iriarte    | 22 de abril | 16:00 |
| Nueva Esparta     | 1 - 2 | Bolívar               | Dynamo La Victoria | 22 de abril | 16:00 |
| Atlético La Cruz  | 1 - 1 | Marítimo de La Guaira | Alexander Bottini  | 23 de abril | 15:30 |

| Bolívar               | 3 - 1 | Nueva Esparta     | CTE Cachamay            | 25 de abril | 14:00 |
| Marítimo de La Guaira | 1 - 0 | Atlético La Cruz  | José María Vargas       | 26 de abril | 15:30 |
| Academia Anzoátegui   | 1 - 0 | Deportivo Miranda | José Antonio Anzoátegui | 26 de abril | 16:00 |
| AIFI                  | 1 - 0 | Dynamo Puerto     | CTE Cachamay            | 26 de abril | 16:00 |

| Nueva Esparta    | 0 - 0 | Marítimo de La Guaira | Dynamo La Victoria    | 29 de abril | 15:00 |
| Dynamo Puerto    | 0 - 2 | Bolívar               | Francisco Massiani    | 30 de abril | 15:00 |
| Atlético La Cruz | 2 - 0 | Deportivo Miranda     | Monumental de Maturín | 30 de abril | 15:30 |
| AIFI             | 0 - 2 | Academia Anzoátegui   | CTE Cachamay          | 1 de mayo   | 19:00 |

| Marítimo de La Guaira | 2 - 1 | Dynamo Puerto       | José María Vargas     | 6 de mayo | 16:00 |
| Deportivo Miranda     | 0 - 1 | Nueva Esparta       | Brígido Iriarte       | 7 de mayo | 15:00 |
| Atlético La Cruz      | 0 - 1 | AIFI                | Monumental de Maturín | 7 de mayo | 15:30 |
| Bolívar               | 1 - 0 | Academia Anzoátegui | CTE Cachamay          | 7 de mayo | 16:00 |

| AIFI                | 0 - 0 | Nueva Esparta         | CTE Cachamay            | 12 de mayo | 19:00 |
| Bolívar             | 1 - 1 | Marítimo de La Guaira | CTE Cachamay            | 13 de mayo | 16:00 |
| Dynamo Puerto       | 0 - 1 | Deportivo Miranda     | Francisco Massiani      | 14 de mayo | 15:30 |
| Academia Anzoátegui | 3 - 1 | Atlético La Cruz      | José Antonio Anzoátegui | 14 de mayo | 16:00 |

| Nueva Esparta         | 4 - 1 | Academia Anzoátegui | Dynamo La Victoria    | 17 de mayo | 16:00 |
| Atlético La Cruz      | 0 - 1 | Dynamo Puerto       | Monumental de Maturín | 17 de mayo | 16:00 |
| Deportivo Miranda     | 0 - 0 | Bolívar             | Brígido Iriarte       | 17 de mayo | 16:00 |
| Marítimo de La Guaira | 2 - 0 | AIFI                | José María Vargas     | 17 de mayo | 16:00 |

| Bolívar             | 1 - 2 | Atlético La Cruz      | CTE Cachamay            | 20 de mayo | 16:00 |
| Nueva Esparta       | 2 - 0 | Dynamo Puerto         | Dynamo La Victoria      | 21 de mayo | 15:30 |
| Deportivo Miranda   | 1 - 0 | AIFI                  | Brígido Iriarte         | 21 de mayo | 15:30 |
| Academia Anzoátegui | 1 - 2 | Marítimo de La Guaira | José Antonio Anzoátegui | 21 de mayo | 15:30 |

| Dynamo Puerto         | 3 - 3 | Academia Anzoátegui | Francisco Massiani    | 25 de mayo | 15:30 |
| Atlético La Cruz      | 2 - 0 | Nueva Esparta       | Monumental de Maturín | 25 de mayo | 15:30 |
| AIFI                  | 0 - 0 | Bolívar             | CTE Cachamay          | 25 de mayo | 15:30 |
| Marítimo de La Guaira | 0 - 1 | Deportivo Miranda   | José María Vargas     | 25 de mayo | 15:30 |

### Fase eliminatoria

#### Cuadro de desarrollo
|  | Cuartos de final                               | Cuartos de final                               | Cuartos de final                               | Cuartos de final                               | Cuartos de final                               |   |                       | Semifinales                                      | Semifinales                                      | Semifinales                                      | Semifinales                                      | Semifinales                                      |  |       | Final                                | Final                                | Final                                | Final                                | Final                                |  |
|  | 3 y 4 de junio (ida) 10 y 11 de junio (vuelta) | 3 y 4 de junio (ida) 10 y 11 de junio (vuelta) | 3 y 4 de junio (ida) 10 y 11 de junio (vuelta) | 3 y 4 de junio (ida) 10 y 11 de junio (vuelta) | 3 y 4 de junio (ida) 10 y 11 de junio (vuelta) |   |                       | 17 y 18 de junio (ida) 24 y 25 de junio (vuelta) | 17 y 18 de junio (ida) 24 y 25 de junio (vuelta) | 17 y 18 de junio (ida) 24 y 25 de junio (vuelta) | 17 y 18 de junio (ida) 24 y 25 de junio (vuelta) | 17 y 18 de junio (ida) 24 y 25 de junio (vuelta) |  |       | 1 de julio (ida) 9 de julio (vuelta) | 1 de julio (ida) 9 de julio (vuelta) | 1 de julio (ida) 9 de julio (vuelta) | 1 de julio (ida) 9 de julio (vuelta) | 1 de julio (ida) 9 de julio (vuelta) |  |
|  |                                                |                                                |                                                |                                                |                                                |   |                       |                                                  |                                                  |                                                  |                                                  |                                                  |  |       |                                      |                                      |                                      |                                      |                                      |  |
|  |                                                |                                                |                                                |                                                |                                                |   |                       |                                                  |                                                  |                                                  |                                                  |                                                  |  |       |                                      |                                      |                                      |                                      |                                      |  |
|  | Ureña                                          | Ureña                                          | 1                                              | 5                                              | 6                                              |   |                       |                                                  |                                                  |                                                  |                                                  |                                                  |  |       |                                      |                                      |                                      |                                      |                                      |  |
|  | Ureña                                          | Ureña                                          | 1                                              | 5                                              | 6                                              |   |                       |                                                  |                                                  |                                                  |                                                  |                                                  |  |       |                                      |                                      |                                      |                                      |                                      |  |
|  | Deportivo Miranda                              | Deportivo Miranda                              | 0                                              | 2                                              | 2                                              |   |                       |                                                  |                                                  |                                                  |                                                  |                                                  |  |       |                                      |                                      |                                      |                                      |                                      |  |
|  | Deportivo Miranda                              | Deportivo Miranda                              | 0                                              | 2                                              | 2                                              |   | Ureña                 | Ureña                                            | 1                                                | 2                                                | 3                                                |                                                  |  |       |                                      |                                      |                                      |                                      |                                      |  |
|  |                                                |                                                |                                                |                                                |                                                |   | Ureña                 | Ureña                                            | 1                                                | 2                                                | 3                                                |                                                  |  |       |                                      |                                      |                                      |                                      |                                      |  |
|  |                                                |                                                | Héroes de Falcón                               | Héroes de Falcón                               | 1                                              | 1 | 2                     |                                                  |                                                  |                                                  |                                                  |                                                  |  |       |                                      |                                      |                                      |                                      |                                      |  |
|  | Héroes de Falcón                               | Héroes de Falcón                               | Héroes de Falcón                               | Héroes de Falcón                               | 1                                              | 1 | 2                     | 3                                                | 3                                                | 6                                                |                                                  |                                                  |  |       |                                      |                                      |                                      |                                      |                                      |  |
|  | Héroes de Falcón                               | Héroes de Falcón                               |                                                |                                                |                                                |   |                       |                                                  |                                                  | 6                                                |                                                  |                                                  |  |       |                                      |                                      |                                      |                                      |                                      |  |
|  | Nueva Esparta                                  | Nueva Esparta                                  | 3                                              | 1                                              | 4                                              |   |                       |                                                  |                                                  |                                                  |                                                  |                                                  |  |       |                                      |                                      |                                      |                                      |                                      |  |
|  | Nueva Esparta                                  | Nueva Esparta                                  | 3                                              | 1                                              | 4                                              |   |                       |                                                  |                                                  |                                                  |                                                  |                                                  |  | Ureña | Ureña                                | 0                                    | 3                                    | 3                                    |                                      |  |
|  |                                                |                                                |                                                |                                                |                                                |   |                       |                                                  |                                                  |                                                  |                                                  |                                                  |  | Ureña | Ureña                                | 0                                    | 3                                    | 3                                    |                                      |  |
|  |                                                |                                                | Bolívar                                        | Bolívar                                        | 2                                              | 0 | 2                     |                                                  |                                                  |                                                  |                                                  |                                                  |  |       |                                      |                                      |                                      |                                      |                                      |  |
|  | Marítimo de La Guaira                          | Marítimo de La Guaira                          | Bolívar                                        | Bolívar                                        | 2                                              | 0 | 2                     | 2                                                | 2                                                | 4                                                |                                                  |                                                  |  |       |                                      |                                      |                                      |                                      |                                      |  |
|  | Marítimo de La Guaira                          | Marítimo de La Guaira                          |                                                |                                                |                                                |   |                       |                                                  |                                                  | 4                                                |                                                  |                                                  |  |       |                                      |                                      |                                      |                                      |                                      |  |
|  | Real Frontera                                  | Real Frontera                                  | 1                                              | 1                                              | 2                                              |   |                       |                                                  |                                                  |                                                  |                                                  |                                                  |  |       |                                      |                                      |                                      |                                      |                                      |  |
|  | Real Frontera                                  | Real Frontera                                  | 1                                              | 1                                              | 2                                              |   | Marítimo de La Guaira | Marítimo de La Guaira                            | 0                                                | 1                                                | 1                                                |                                                  |  |       |                                      |                                      |                                      |                                      |                                      |  |
|  |                                                |                                                |                                                |                                                |                                                |   | Marítimo de La Guaira | Marítimo de La Guaira                            | 0                                                | 1                                                | 1                                                |                                                  |  |       |                                      |                                      |                                      |                                      |                                      |  |
|  |                                                |                                                | Bolívar                                        | Bolívar                                        | 1                                              | 1 | 2                     |                                                  |                                                  |                                                  |                                                  |                                                  |  |       |                                      |                                      |                                      |                                      |                                      |  |
|  | Bolívar                                        | Bolívar                                        | Bolívar                                        | Bolívar                                        | 1                                              | 1 | 2                     | 0                                                | 2                                                | 2                                                |                                                  |                                                  |  |       |                                      |                                      |                                      |                                      |                                      |  |
|  | Bolívar                                        | Bolívar                                        |                                                |                                                |                                                |   |                       |                                                  |                                                  | 2                                                |                                                  |                                                  |  |       |                                      |                                      |                                      |                                      |                                      |  |
|  | Trujillanos                                    | Trujillanos                                    | 1                                              | 0                                              | 1                                              |   |                       |                                                  |                                                  |                                                  |                                                  |                                                  |  |       |                                      |                                      |                                      |                                      |                                      |  |
|  | Trujillanos                                    | Trujillanos                                    | 1                                              | 0                                              | 1                                              |   |                       |                                                  |                                                  |                                                  |                                                  |                                                  |  |       |                                      |                                      |                                      |                                      |                                      |  |
|  |                                                |                                                |                                                |                                                |                                                |   |                       |                                                  |                                                  |                                                  |                                                  |                                                  |  |       |                                      |                                      |                                      |                                      |                                      |  |

- Nota : El equipo ubicado en la primera línea de cada llave fue el que ejerció la localía en el partido de vuelta.
- La hora de cada encuentro corresponde al huso horario que rige a Venezuela (UTC-4).

#### Cuartos de final
| Ida; 4 de junio | Deportivo Miranda | 0 – 1   | Ureña           | Estadio Brígido Iriarte, Caracas |                        |
| 15:00           |                   | Reporte | Patearrollo 87' | Árbitro(s): Reyes Soto           | Árbitro(s): Reyes Soto |

| Vuelta; 11 de junio | Ureña                                                                                 | 5 – 2 (Global 6 – 2) | Deportivo Miranda         | Estadio Humberto Laureano, La Fría |                            |
| 16:00               | - Velasco 12' - J. Moreno 45+4' (pen.) - Zambrano 80' - Salazar 88' - Y. Moreno 90+1' | Reporte              | - Febres 47' - Morena 54' | Árbitro(s): José Uzcátegui         | Árbitro(s): José Uzcátegui |

| Ida; 3 de junio | Nueva Esparta                                   | 3 – 3   | Héroes de Falcón                             | Estadio Dynamo La Victoria, Porlamar |                            |
| 15:00           | - Medina 2' (a.g.) - Velásquez 24' - Bandez 73' | Reporte | - Ramos 22' (pen.) - Acosta 56' - Viez 90+5' | Árbitro(s): Javier Montoya           | Árbitro(s): Javier Montoya |

| Vuelta; 11 de junio | Héroes de Falcón                         | 3 – 1 (Global 6 – 4) | Nueva Esparta | Estadio Ludgero Correia, Coro |                         |
| 16:00               | - Porte 3' (a.g.) - Ramos 17' - Viez 88' | Reporte              | Maldonado 51' | Árbitro(s): José Argote       | Árbitro(s): José Argote |

| Ida; 4 de junio | Real Frontera | 1 – 2   | Marítimo de La Guaira      | Polideportivo de Pueblo Nuevo, San Cristóbal |                       |
| 15:00           | Trías 6'      | Reporte | - Palacio 75' - Moreno 79' | Árbitro(s): José Maya                        | Árbitro(s): José Maya |

| Vuelta; 10 de junio | Marítimo de La Guaira      | 2 – 1 (Global 4 – 2) | Real Frontera | Complejo Deportivo Camurí Chico, La Guaira |                              |
| 16:00               | - González 5' - Moreno 72' | Reporte              | Rodríguez 70' | Árbitro(s): Jesús Valenzuela               | Árbitro(s): Jesús Valenzuela |

| Ida; 4 de junio | Trujillanos  | 1 – 0   | Bolívar | Estadio José Alberto Pérez, Valera |                                 |
| 16:00           | Lettieri 35' | Reporte |         | Árbitro(s): Alejandro Velásquez    | Árbitro(s): Alejandro Velásquez |

| Vuelta; 10 de junio | Bolívar                   | 2 – 0 (Global 2 – 1) | Trujillanos | CTE Cachamay, Puerto Ordaz |                            |
| 16:00               | - Gómez 16' - Tapia 90+4' | Reporte              |             | Árbitro(s): Yender Herrera | Árbitro(s): Yender Herrera |

#### Semifinales
| Ida; 18 de junio | Héroes de Falcón | 1 – 1   | Ureña        | Estadio Ludgero Correia, Coro |                           |
| 16:00            | Ramos 90+2'      | Reporte | Jaramillo 4' | Árbitro(s): Ángel Arteaga     | Árbitro(s): Ángel Arteaga |

| Vuelta; 25 de junio | Ureña                        | 2 – 1 (Global 3 – 2) | Héroes de Falcón | Estadio Humberto Laureano, La Fría |                            |
| 15:30               | - Banguero 13' - Salazar 26' | Reporte              | Ramos 32'        | Árbitro(s): Eduardo Mármol         | Árbitro(s): Eduardo Mármol |

| Ida; 17 de junio | Bolívar     | 1 – 0   | Marítimo de La Guaira | CTE Cachamay, Puerto Ordaz  |                             |
| 16:00            | Pereira 36' | Reporte |                       | Árbitro(s): Emikar Calderas | Árbitro(s): Emikar Calderas |

| Vuelta; 24 de junio | Marítimo de La Guaira | 1 – 1 (Global 1 – 2) | Bolívar   | Complejo Deportivo Camurí Chico, La Guaira |                                |
| 15:30               | Murillo 47'           | Reporte              | Gómez 52' | Árbitro(s): Orlando Bracamonte             | Árbitro(s): Orlando Bracamonte |

#### Final
| Ida; 1 de julio | Bolívar                               | 2 – 0   | Ureña | CTE Cachamay, Puerto Ordaz |                         |
| 15:30           | - Carrillo 58' - Murillo 90+5' (pen.) | Reporte |       | Árbitro(s): José Argote    | Árbitro(s): José Argote |

| Vuelta; 9 de julio | Ureña                          | 3 – 0 (Global 3 – 2) | Bolívar | Estadio Humberto Laureano, La Fría |                              |
| 15:00              | - Velasco 45', 57' - Muñoz 52' | Reporte              |         | Árbitro(s): Jesús Valenzuela       | Árbitro(s): Jesús Valenzuela |

## Torneo Clausura

### Grupo Occidental

#### Clasificación
| Pos. | Equipo            | Pts. | PJ | G | E | P  | GF | GC | Dif. | Clasificación     |
| ---- | ----------------- | ---- | -- | - | - | -- | -- | -- | ---- | ----------------- |
| 1    | Ureña             | 28   | 14 | 8 | 4 | 2  | 21 | 7  | +14  | Fase eliminatoria |
| 2    | Yaracuyanos       | 23   | 14 | 6 | 5 | 3  | 17 | 10 | +7   | Fase eliminatoria |
| 3    | Titanes           | 23   | 14 | 7 | 2 | 5  | 18 | 15 | +3   | Fase eliminatoria |
| 4    | Atlético El Vigía | 22   | 14 | 5 | 7 | 2  | 18 | 12 | +6   | Fase eliminatoria |
| 5    | Héroes de Falcón  | 21   | 14 | 6 | 3 | 5  | 20 | 17 | +3   |                   |
| 6    | Trujillanos       | 18   | 14 | 4 | 6 | 4  | 14 | 14 | 0    |                   |
| 7    | Real Frontera     | 15   | 14 | 4 | 3 | 7  | 16 | 25 | −9   |                   |
| 8    | Academia Rey      | 2    | 14 | 0 | 2 | 12 | 12 | 36 | −24  |                   |

 Fuente: Liga FUTVE 2

#### Resultados
- Los horarios corresponden al huso horario de Venezuela (UTC-4).

| Atlético El Vigía | 2 - 0 | Titanes          | Ramón Hernández    | 19 de julio | 15:00 |
| Yaracuyanos       | 0 - 0 | Héroes de Falcón | Florentino Oropeza | 19 de julio | 15:30 |
| Ureña             | 2 - 0 | Real Frontera    | Umberto Laureano   | 19 de julio | 16:00 |
| Trujillanos       | 1 - 1 | Academia Rey     | José Alberto Pérez | 19 de julio | 16:00 |

| Real Frontera    | 0 - 0 | Trujillanos       | Polideportivo de Pueblo Nuevo | 23 de julio | 15:00 |
| Academia Rey     | 2 - 3 | Yaracuyanos       | Farid Richa                   | 23 de julio | 15:30 |
| Titanes          | 1 - 2 | Ureña             | Rafael Calles Pinto           | 23 de julio | 15:30 |
| Héroes de Falcón | 1 - 3 | Atlético El Vigía | Ludgero Correia               | 23 de julio | 16:00 |

| Yaracuyanos      | 1 - 1 | Atlético El Vigía | Florentino Oropeza            | 29 de julio | 15:30 |
| Real Frontera    | 2 - 0 | Academia Rey      | Polideportivo de Pueblo Nuevo | 30 de julio | 15:00 |
| Héroes de Falcón | 2 - 1 | Titanes           | Ludgero Correia               | 30 de julio | 16:00 |
| Ureña            | 3 - 1 | Trujillanos       | Umberto Laureano              | 30 de julio | 16:00 |

| Titanes           | 2 - 1 | Yaracuyanos      | Rafael Calles Pinto | 5 de agosto | 15:30 |
| Trujillanos       | 0 - 2 | Héroes de Falcón | José Alberto Pérez  | 5 de agosto | 16:00 |
| Atlético El Vigía | 1 - 1 | Real Frontera    | Ramón Hernández     | 6 de agosto | 15:00 |
| Academia Rey      | 0 - 2 | Ureña            | Farid Richa         | 6 de agosto | 15:30 |

| Real Frontera    | 3 - 0 | Titanes           | Polideportivo de Pueblo Nuevo | 9 de agosto | 10:30 |
| Ureña            | 0 - 0 | Yaracuyanos       | Umberto Laureano              | 9 de agosto | 16:00 |
| Trujillanos      | 1 - 0 | Atlético El Vigía | José Alberto Pérez            | 9 de agosto | 16:00 |
| Héroes de Falcón | 4 - 1 | Academia Rey      | Ludgero Correia               | 9 de agosto | 16:00 |

| Atlético El Vigía | 2 - 1 | Academia Rey     | Ramón Hernández     | 13 de agosto | 15:00 |
| Yaracuyanos       | 3 - 0 | Real Frontera    | Florentino Oropeza  | 13 de agosto | 16:00 |
| Titanes           | 1 - 1 | Trujillanos      | Rafael Calles Pinto | 13 de agosto | 16:00 |
| Ureña             | 2 - 1 | Héroes de Falcón | Umberto Laureano    | 13 de agosto | 16:00 |

| Atlético El Vigía | 0 - 0 | Ureña             | Ramón Hernández               | 20 de agosto | 15:00 |
| Real Frontera     | 1 - 1 | Héroes del Falcón | Polideportivo de Pueblo Nuevo | 20 de agosto | 15:00 |
| Academia Rey      | 1 - 3 | Titanes           | Farid Richa                   | 20 de agosto | 15:30 |
| Trujillanos       | 1 - 2 | Yaracuyanos       | José Alberto Pérez            | 20 de agosto | 16:00 |

| Yaracuyanos      | 0 - 0 | Trujillanos       | Florentino Oropeza  | 26 de agosto | 19:00 |
| Titanes          | 0 - 0 | Academia Rey      | Rafael Calles Pinto | 27 de agosto | 15:30 |
| Ureña            | 1 - 1 | Atlético El Vigía | Umberto Laureano    | 27 de agosto | 16:00 |
| Héroes de Falcón | 4 - 1 | Real Frontera     | Ludgero Correia     | 27 de agosto | 16:00 |

| Real Frontera    | 0 - 3 | Yaracuyanos       | Polideportivo de Pueblo Nuevo | 3 de septiembre | 15:00 |
| Academia Rey     | 2 - 4 | Atlético El Vigía | Farid Richa                   | 3 de septiembre | 15:30 |
| Trujillanos      | 0 - 2 | Titanes           | José Alberto Pérez            | 3 de septiembre | 16:00 |
| Héroes de Falcón | 0 - 3 | Ureña             | Ludgero Correia               | 3 de septiembre | 16:00 |

| Atlético El Vigía | 0 - 0 | Trujillanos      | Ramón Hernández     | 6 de septiembre | 15:00 |
| Academia Rey      | 1 - 3 | Héroes de Falcón | Farid Richa         | 6 de septiembre | 15:30 |
| Yaracuyanos       | 1 - 0 | Ureña            | Florentino Oropeza  | 6 de septiembre | 15:30 |
| Titanes           | 1 - 2 | Real Frontera    | Rafael Calles Pinto | 6 de septiembre | 15:30 |

| Real Frontera    | 1 - 3 | Atlético El Vigía | Polideportivo de Pueblo Nuevo | 10 de septiembre | 15:00 |
| Yaracuyanos      | 1 - 2 | Titanes           | Florentino Oropeza            | 10 de septiembre | 15:30 |
| Ureña            | 3 - 0 | Academia Rey      | Umberto Laureano              | 10 de septiembre | 16:00 |
| Héroes de Falcón | 1 - 2 | Trujillanos       | Ludgero Correia               | 10 de septiembre | 16:00 |

| Titanes           | 2 - 0 | Héroes de Falcón | Rafael Calles Pinto | 16 de septiembre | 15:30 |
| Atlético El Vigía | 1 - 1 | Yaracuyanos      | Ramón Hernández     | 17 de septiembre | 15:00 |
| Academia Rey      | 3 - 4 | Real Frontera    | Farid Richa         | 17 de septiembre | 15:30 |
| Trujillanos       | 1 - 1 | Ureña            | José Alberto Pérez  | 17 de septiembre | 16:00 |

| Trujillanos       | 2 - 1 | Real Frontera    | José Alberto Pérez | 24 de septiembre | 15:30 |
| Yaracuyanos       | 1 - 0 | Academia Rey     | Florentino Oropeza | 24 de septiembre | 15:30 |
| Atlético El Vigía | 0 - 0 | Héroes de Falcón | Ramón Hernández    | 24 de septiembre | 15:30 |
| Ureña             | 0 - 1 | Titanes          | Umberto Laureano   | 24 de septiembre | 15:30 |

| Titanes          | 2 - 0 | Atlético El Vigía | Rafael Calles Pinto           | 1 de octubre | 15:30 |
| Héroes de Falcón | 1 - 0 | Yaracuyanos       | Ludgero Correia               | 1 de octubre | 15:30 |
| Academia Rey     | 0 - 4 | Trujillanos       | Farid Richa                   | 1 de octubre | 15:30 |
| Real Frontera    | 0 - 2 | Ureña             | Polideportivo de Pueblo Nuevo | 1 de octubre | 15:30 |

### Grupo Centro–Oriental

#### Clasificación
| Pos. | Equipo                | Pts. | PJ | G | E  | P | GF | GC | Dif. | Clasificación     |
| ---- | --------------------- | ---- | -- | - | -- | - | -- | -- | ---- | ----------------- |
| 1    | Marítimo de La Guaira | 25   | 14 | 7 | 4  | 3 | 23 | 16 | +7   | Fase eliminatoria |
| 2    | Dynamo Puerto         | 22   | 14 | 6 | 4  | 4 | 21 | 18 | +3   | Fase eliminatoria |
| 3    | Bolívar               | 21   | 14 | 5 | 6  | 3 | 19 | 12 | +7   | Fase eliminatoria |
| 4    | AIFI                  | 20   | 14 | 5 | 5  | 4 | 14 | 13 | +1   | Fase eliminatoria |
| 5    | Academia Anzoátegui   | 19   | 14 | 4 | 7  | 3 | 14 | 11 | +3   |                   |
| 6    | Deportivo Miranda     | 13   | 14 | 3 | 4  | 7 | 15 | 17 | −2   |                   |
| 7    | Nueva Esparta         | 13   | 14 | 1 | 10 | 3 | 9  | 13 | −4   |                   |
| 8    | Atlético La Cruz      | 13   | 14 | 3 | 4  | 7 | 12 | 25 | −13  |                   |

 Fuente: Liga FUTVE 2

#### Resultados
- Los horarios corresponden al huso horario de Venezuela (UTC-4).

| Dynamo Puerto         | 1 - 1 | Academia Anzoátegui | Francisco Massiani    | 19 de julio | 15:30 |
| Atlético La Cruz      | 1 - 1 | Nueva Esparta       | Monumental de Maturín | 19 de julio | 15:30 |
| Marítimo de La Guaira | 1 - 1 | Deportivo Miranda   | Complejo Camurí Chico | 19 de julio | 16:00 |
| AIFI                  | 1 - 1 | Bolívar             | CTE Cachamay          | 19 de julio | 19:00 |

| Bolívar             | 3 - 2 | Marítimo de La Guaira | CTE Cachamay            | 22 de julio | 16:00 |
| Nueva Esparta       | 0 - 1 | AIFI                  | Dynamo La Victoria      | 23 de julio | 15:00 |
| Deportivo Miranda   | 2 - 3 | Dynamo Puerto         | Brígido Iriarte         | 23 de julio | 15:00 |
| Academia Anzoátegui | 2 - 0 | Atlético La Cruz      | José Antonio Anzoátegui | 23 de julio | 16:00 |

| AIFI                | 0 - 2 | Marítimo de La Guaira | CTE Cachamay            | 28 de julio | 19:00 |
| Dynamo Puerto       | 4 - 1 | Atlético La Cruz      | Francisco Massiani      | 30 de julio | 15:30 |
| Bolívar             | 3 - 0 | Deportivo Miranda     | CTE Cachamay            | 30 de julio | 16:00 |
| Academia Anzoátegui | 0 - 0 | Nueva Esparta         | José Antonio Anzoátegui | 31 de julio | 16:00 |

| Marítimo de La Guaira | 2 - 1 | Academia Anzoátegui | Complejo Camurí Chico | 4 de agosto | 15:00 |
| Nueva Esparta         | 2 - 2 | Dynamo Puerto       | Dynamo La Victoria    | 5 de agosto | 14:00 |
| Deportivo Miranda     | 1 - 2 | AIFI                | Brígido Iriarte       | 6 de agosto | 15:00 |
| Atlético La Cruz      | 1 - 0 | Bolívar             | Monumental de Maturín | 6 de agosto | 15:30 |

| Atlético La Cruz    | 1 - 1 | Marítimo de La Guaira | Monumental de Maturín   | 9 de agosto  | 15:30 |
| Dynamo Puerto       | 1 - 0 | AIFI                  | Francisco Massiani      | 9 de agosto  | 15:30 |
| Academia Anzoátegui | 1 - 2 | Deportivo Miranda     | José Antonio Anzoátegui | 9 de agosto  | 16:00 |
| Bolívar             | 0 - 0 | Nueva Esparta         | CTE Cachamay            | 10 de agosto | 16:00 |

| AIFI                  | 0 - 0 | Academia Anzoátegui | CTE Cachamay          | 12 de agosto | 19:00 |
| Deportivo Miranda     | 1 - 0 | Atlético La Cruz    | Brígido Iriarte       | 13 de agosto | 15:00 |
| Dynamo Puerto         | 1 - 2 | Bolívar             | Francisco Massiani    | 13 de agosto | 15:30 |
| Marítimo de La Guaira | 2 - 0 | Nueva Esparta       | Complejo Camurí Chico | 13 de agosto | 16:00 |

| Marítimo de La Guaira | 2 - 0 | Dynamo Puerto     | Complejo Camurí Chico   | 18 de agosto | 16:00 |
| Nueva Esparta         | 0 - 0 | Deportivo Miranda | Dynamo La Victoria      | 19 de agosto | 15:00 |
| Atlético La Cruz      | 1 - 0 | AIFI              | Monumental de Maturín   | 20 de agosto | 15:30 |
| Academia Anzoátegui   | 1 - 1 | Bolívar           | José Antonio Anzoátegui | 20 de agosto | 16:00 |

| AIFI              | 3 - 2 | Atlético La Cruz      | CTE Cachamay           | 25 de agosto | 19:00 |
| Deportivo Miranda | 1 - 1 | Nueva Esparta         | Brígido Iriarte        | 27 de agosto | 15:00 |
| Dynamo Puerto     | 3 - 0 | Marítimo de La Guaira | Cancha Academia Dynamo | 27 de agosto | 15:30 |
| Bolívar           | 0 - 0 | Academia Anzoátegui   | CTE Cachamay           | 27 de agosto | 16:00 |

| Nueva Esparta       | 2 - 2 | Marítimo de La Guaira | Dynamo La Victoria      | 2 de septiembre | 15:00 |
| Bolívar             | 0 - 1 | Dynamo Puerto         | CTE Cachamay            | 2 de septiembre | 16:00 |
| Atlético La Cruz    | 1 - 0 | Deportivo Miranda     | Monumental de Maturín   | 3 de septiembre | 15:30 |
| Academia Anzoátegui | 1 - 0 | AIFI                  | José Antonio Anzoátegui | 3 de septiembre | 16:00 |

| Nueva Esparta         | 0 - 0 | Bolívar             | Dynamo La Victoria    | 6 de septiembre | 14:30 |
| Deportivo Miranda     | 2 - 2 | Academia Anzoátegui | Brígido Iriarte       | 6 de septiembre | 15:00 |
| Marítimo de La Guaira | 4 - 1 | Atlético La Cruz    | Complejo Camurí Chico | 6 de septiembre | 16:00 |
| AIFI                  | 3 - 1 | Dynamo Puerto       | CTE Cachamay          | 6 de septiembre | 19:00 |

| Bolívar             | 5 - 1 | Atlético La Cruz      | CTE Cachamay            | 10 de septiembre | 15:30 |
| Dynamo Puerto       | 2 - 0 | Nueva Esparta         | Cancha Academia Dynamo  | 10 de septiembre | 15:30 |
| Academia Anzoátegui | 1 - 2 | Marítimo de La Guaira | José Antonio Anzoátegui | 10 de septiembre | 16:00 |
| AIFI                | 1 - 0 | Deportivo Miranda     | CTE Cachamay            | 10 de septiembre | 19:00 |

| Nueva Esparta         | 1 - 0 | Academia Anzoátegui | Dynamo La Victoria    | 16 de septiembre | 15:00 |
| Marítimo de La Guaira | 0 - 0 | AIFI                | Complejo Camurí Chico | 17 de septiembre | 14:00 |
| Deportivo Miranda     | 1 - 0 | Bolívar             | Brígido Iriarte       | 17 de septiembre | 15:00 |
| Atlético La Cruz      | 1 - 1 | Dynamo Puerto       | Monumental de Maturín | 17 de septiembre | 15:30 |

| Atlético La Cruz      | 0 - 2 | Academia Anzoátegui | Monumental de Maturín  | 24 de septiembre | 15:30 |
| AIFI                  | 1 - 1 | Nueva Esparta       | CTE Cachamay           | 24 de septiembre | 15:30 |
| Marítimo de La Guaira | 1 - 2 | Bolívar             | Complejo Camurí Chico  | 24 de septiembre | 15:30 |
| Dynamo Puerto         | 0 - 3 | Deportivo Miranda   | Cancha Academia Dynamo | 24 de septiembre | 15:30 |

| Academia Anzoátegui | 1 - 1 | Dynamo Puerto         | José Antonio Anzoátegui | 1 de octubre | 15:30 |
| Nueva Esparta       | 1 - 1 | Atlético La Cruz      | Dynamo La Victoria      | 1 de octubre | 15:30 |
| Deportivo Miranda   | 1 - 2 | Marítimo de La Guaira | Brígido Iriarte         | 1 de octubre | 15:30 |
| Bolívar             | 2 - 2 | AIFI                  | CTE Cachamay            | 1 de octubre | 15:30 |

### Fase eliminatoria

#### Cuadro de desarrollo
|  | Cuartos de final      | Cuartos de final      | Cuartos de final      | Cuartos de final      | Cuartos de final   |   |               | Semifinales         | Semifinales         | Semifinales         | Semifinales         | Semifinales         |  |                       | Final                 | Final               | Final               | Final               | Final               |  |
|  | 7 al 15 de octubre    | 7 al 15 de octubre    | 7 al 15 de octubre    | 7 al 15 de octubre    | 7 al 15 de octubre |   |               | 22 al 29 de octubre | 22 al 29 de octubre | 22 al 29 de octubre | 22 al 29 de octubre | 22 al 29 de octubre |  |                       | 5 y 11 de noviembre   | 5 y 11 de noviembre | 5 y 11 de noviembre | 5 y 11 de noviembre | 5 y 11 de noviembre |  |
|  |                       |                       |                       |                       |                    |   |               |                     |                     |                     |                     |                     |  |                       |                       |                     |                     |                     |                     |  |
|  |                       |                       |                       |                       |                    |   |               |                     |                     |                     |                     |                     |  |                       |                       |                     |                     |                     |                     |  |
|  | Dynamo Puerto         | Dynamo Puerto         | 2                     | 2                     | 4 (4)              |   |               |                     |                     |                     |                     |                     |  |                       |                       |                     |                     |                     |                     |  |
|  | Dynamo Puerto         | Dynamo Puerto         | 2                     | 2                     | 4 (4)              |   |               |                     |                     |                     |                     |                     |  |                       |                       |                     |                     |                     |                     |  |
|  | Titanes               | Titanes               | 2                     | 2                     | 4 (2)              |   |               |                     |                     |                     |                     |                     |  |                       |                       |                     |                     |                     |                     |  |
|  | Titanes               | Titanes               | 2                     | 2                     | 4 (2)              |   | Dynamo Puerto | Dynamo Puerto       | 0                   | 1                   | 1 (4)               |                     |  |                       |                       |                     |                     |                     |                     |  |
|  |                       |                       |                       |                       |                    |   | Dynamo Puerto | Dynamo Puerto       | 0                   | 1                   | 1 (4)               |                     |  |                       |                       |                     |                     |                     |                     |  |
|  |                       |                       | Marítimo de La Guaira | Marítimo de La Guaira | 0                  | 1 | 1 (5)         |                     |                     |                     |                     |                     |  |                       |                       |                     |                     |                     |                     |  |
|  | Marítimo de La Guaira | Marítimo de La Guaira | Marítimo de La Guaira | Marítimo de La Guaira | 0                  | 1 | 1 (5)         | 0                   | 1                   | 1                   |                     |                     |  |                       |                       |                     |                     |                     |                     |  |
|  | Marítimo de La Guaira | Marítimo de La Guaira |                       |                       |                    |   |               |                     |                     | 1                   |                     |                     |  |                       |                       |                     |                     |                     |                     |  |
|  | Atlético El Vigía     | Atlético El Vigía     | 0                     | 0                     | 0                  |   |               |                     |                     |                     |                     |                     |  |                       |                       |                     |                     |                     |                     |  |
|  | Atlético El Vigía     | Atlético El Vigía     | 0                     | 0                     | 0                  |   |               |                     |                     |                     |                     |                     |  | Marítimo de La Guaira | Marítimo de La Guaira | 1                   | 0                   | 1                   |                     |  |
|  |                       |                       |                       |                       |                    |   |               |                     |                     |                     |                     |                     |  | Marítimo de La Guaira | Marítimo de La Guaira | 1                   | 0                   | 1                   |                     |  |
|  |                       |                       | Bolívar               | Bolívar               | 3                  | 0 | 3             |                     |                     |                     |                     |                     |  |                       |                       |                     |                     |                     |                     |  |
|  | Ureña                 | Ureña                 | Bolívar               | Bolívar               | 3                  | 0 | 3             | 1                   | 2                   | 3                   |                     |                     |  |                       |                       |                     |                     |                     |                     |  |
|  | Ureña                 | Ureña                 |                       |                       |                    |   |               |                     |                     | 3                   |                     |                     |  |                       |                       |                     |                     |                     |                     |  |
|  | AIFI                  | AIFI                  | 0                     | 1                     | 1                  |   |               |                     |                     |                     |                     |                     |  |                       |                       |                     |                     |                     |                     |  |
|  | AIFI                  | AIFI                  | 0                     | 1                     | 1                  |   | Ureña         | Ureña               | 0                   | 2                   | 2 (0)               |                     |  |                       |                       |                     |                     |                     |                     |  |
|  |                       |                       |                       |                       |                    |   | Ureña         | Ureña               | 0                   | 2                   | 2 (0)               |                     |  |                       |                       |                     |                     |                     |                     |  |
|  |                       |                       | Bolívar               | Bolívar               | 2                  | 0 | 2 (2)         |                     |                     |                     |                     |                     |  |                       |                       |                     |                     |                     |                     |  |
|  | Yaracuyanos           | Yaracuyanos           | Bolívar               | Bolívar               | 2                  | 0 | 2 (2)         | 1                   | 0                   | 1                   |                     |                     |  |                       |                       |                     |                     |                     |                     |  |
|  | Yaracuyanos           | Yaracuyanos           |                       |                       |                    |   |               |                     |                     | 1                   |                     |                     |  |                       |                       |                     |                     |                     |                     |  |
|  | Bolívar               | Bolívar               | 2                     | 2                     | 4                  |   |               |                     |                     |                     |                     |                     |  |                       |                       |                     |                     |                     |                     |  |
|  | Bolívar               | Bolívar               | 2                     | 2                     | 4                  |   |               |                     |                     |                     |                     |                     |  |                       |                       |                     |                     |                     |                     |  |
|  |                       |                       |                       |                       |                    |   |               |                     |                     |                     |                     |                     |  |                       |                       |                     |                     |                     |                     |  |

- Nota : El equipo ubicado en la primera línea de cada llave fue el que ejerció la localía en el partido de vuelta.
- La hora de cada encuentro corresponde al huso horario que rige a Venezuela (UTC-4).

#### Cuartos de final
| Ida; 8 de octubre | AIFI | 0 – 1   | Ureña         | CTE Cachamay, Ciudad Guayana |  |
| 17:00             |      | Reporte | Villasmil 49' |                              |  |

| Vuelta; 15 de octubre | Ureña                      | 2 – 1 (Global 3 – 1) | AIFI      | Estadio Umberto Laureano, La Fría |                        |
| 15:30                 | - Zambrano 32' - Parra 47' | Reporte              | Rondón 3' | Árbitro(s): Reyes Soto            | Árbitro(s): Reyes Soto |

| Ida; 7 de octubre | Titanes                  | 2 – 2   | Dynamo Puerto              | Estadio Rafael Calles Pinto, Guanare |  |
| 15:30             | - Rivero 5' - Gelves 75' | Reporte | - Jiménez 77' - Yendis 79' |                                      |  |

| Vuelta; 15 de octubre | Dynamo Puerto                | 2 – 2 (4 – 2 p.)(Global 4 – 4) | Titanes         | Estadio Francisco Massiani, Puerto La Cruz |                           |
| 15:30                 | - Monsanto 81' - Zarur 90+4' | Reporte                        | Gelves 37', 63' | Árbitro(s): Camilo Moreno                  | Árbitro(s): Camilo Moreno |

| Ida; 7 de octubre | Bolívar                     | 2 – 1   | Yaracuyanos | CTE Cachamay, Ciudad Guayana |  |
| 16:00             | - Arráez 37' - Figueroa 68' | Reporte | Paz 58'     |                              |  |

| Vuelta; 14 de octubre | Yaracuyanos | 0 – 2 (Global 1 – 4) | Bolívar                  | Estadio Florentino Oropeza, San Felipe |                            |
| 15:30                 |             | Reporte              | - Arráez 5' - Urbina 54' | Árbitro(s): Eduardo Mármol             | Árbitro(s): Eduardo Mármol |

| Ida; 8 de octubre | Atlético El Vigía | 0 – 0   | Marítimo de La Guaira | Estadio Ramón Hernández, El Vigía |                           |
| 15:00             |                   | Reporte |                       | Árbitro(s): Rafael Torres         | Árbitro(s): Rafael Torres |

| Vuelta; 15 de octubre | Marítimo de La Guaira | 1 – 0 (Global 1 – 0) | Atlético El Vigía | Complejo Deportivo Camurí Chico, La Guaira |                        |
| 16:00                 | Moreno 90+1'          | Reporte              |                   | Árbitro(s): Luis Salas                     | Árbitro(s): Luis Salas |

#### Semifinales
| Ida; 22 de octubre | Bolívar                          | 2 – 0   | Ureña | CTE Cachamay, Ciudad Guayana |                           |
| 16:00              | - Castillo 8' (pen.) - Rojas 34' | Reporte |       | Árbitro(s): Rafael Torres    | Árbitro(s): Rafael Torres |

| Vuelta; 29 de octubre | Ureña                       | 2 – 0 (0 – 2 p.)(Global 2 – 2) | Bolívar | Estadio Umberto Laureano, La Fría |                        |
| 15:30                 | - Moreno 6' - Villasmil 58' | Reporte                        |         | Árbitro(s): Luis Salas            | Árbitro(s): Luis Salas |

| Ida; 23 de octubre | Marítimo de La Guaira | 0 – 0   | Dynamo Puerto | Complejo Deportivo Camurí Chico, La Guaira |                       |
| 10:00              |                       | Reporte |               | Árbitro(s): José Maya                      | Árbitro(s): José Maya |

| Vuelta; 29 de octubre | Dynamo Puerto | 1 – 1 (4 – 5 p.)(Global 1 – 1) | Marítimo de La Guaira | Estadio Francisco Massiani, Puerto La Cruz |                                 |
| 15:30                 | Arismendi 55' | Reporte                        | Castillo 41'          | Árbitro(s): Alejandro Velásquez            | Árbitro(s): Alejandro Velásquez |

#### Final
| Ida; 5 de noviembre | Bolívar                                   | 3 – 1   | Marítimo de La Guaira | CTE Cachamay, Ciudad Guayana |                        |
| 16:00               | - Urbina 10' - Arráez 18' - Cabello 90+6' | Reporte | Moreno 72'            | Árbitro(s): Reyes Soto       | Árbitro(s): Reyes Soto |

| Vuelta; 11 de noviembre | Marítimo de La Guaira | 0 – 0 (Global 1 – 3) | Bolívar | Estadio Olímpico de la UCV, Caracas |                            |
| 15:30                   |                       | Reporte              |         | Árbitro(s): José Uzcátegui          | Árbitro(s): José Uzcátegui |

## Tabla de reclasificación
| Pos. | Equipo                | Pts. | PJ | G  | E  | P  | GF | GC | Dif. | Clasificación                   |
| ---- | --------------------- | ---- | -- | -- | -- | -- | -- | -- | ---- | ------------------------------- |
| 1    | Ureña (C)             | 53   | 28 | 15 | 8  | 5  | 50 | 22 | +28  | Clasificado a la Final absoluta |
| 2    | Marítimo de La Guaira | 47   | 28 | 12 | 11 | 5  | 35 | 24 | +11  |                                 |
| 3    | Bolívar               | 44   | 28 | 11 | 11 | 6  | 33 | 21 | +12  | Clasificado a la Final absoluta |
| 4    | Héroes de Falcón      | 43   | 28 | 11 | 10 | 7  | 39 | 29 | +10  |                                 |
| 5    | Titanes               | 42   | 28 | 12 | 6  | 10 | 30 | 31 | −1   |                                 |
| 6    | Yaracuyanos           | 40   | 28 | 12 | 10 | 6  | 38 | 29 | +9   |                                 |
| 7    | AIFI                  | 39   | 28 | 10 | 9  | 9  | 25 | 26 | −1   |                                 |
| 8    | Trujillanos           | 37   | 28 | 8  | 13 | 7  | 25 | 24 | +1   |                                 |
| 9    | Deportivo Miranda     | 37   | 28 | 10 | 7  | 11 | 25 | 29 | −4   |                                 |
| 10   | Academia Anzoátegui   | 36   | 28 | 9  | 9  | 10 | 30 | 28 | +2   |                                 |
| 11   | Real Frontera         | 36   | 28 | 10 | 6  | 12 | 39 | 44 | −5   |                                 |
| 12   | Nueva Esparta         | 34   | 28 | 7  | 13 | 8  | 26 | 23 | +3   |                                 |
| 13   | Atlético El Vigía     | 32   | 28 | 7  | 11 | 10 | 30 | 31 | −1   |                                 |
| 14   | Dynamo Puerto         | 31   | 28 | 7  | 10 | 11 | 31 | 36 | −5   |                                 |
| 15   | Atlético La Cruz      | 30   | 28 | 8  | 6  | 14 | 26 | 43 | −17  |                                 |
| 16   | Academia Rey          | 13   | 28 | 3  | 4  | 21 | 24 | 65 | −41  |                                 |

 Fuente: Liga FUTVE 2
Notas:
1. ↑  Ganador del Torneo Apertura.
2. ↑  Ganador del Torneo Clausura.
3. ↑  Las resoluciones 039-2022 y 016-2023 del Consejo de Honor de la FVF establecen la deducción de 6 puntos al club Yaracuyanos.

## Final absoluta
| Ida; 22 de noviembre | Ureña                                        | 3 – 0   | Bolívar | Estadio Umberto Laureano, La Fría |                           |
| 15:30                | - Zambrano 42' - Villasmill 82' - Moreno 85' | Reporte |         | Árbitro(s): Ángel Arteaga         | Árbitro(s): Ángel Arteaga |

| Vuelta; 29 de noviembre | Bolívar                          | 2 – 1 (Global 2 – 4) | Ureña                 | CTE Cachamay, Ciudad Guayana |                            |
| 18:30                   | - Cabello 57' (pen.) - Rojas 66' | Reporte              | Zambrano 90+5' (pen.) | Árbitro(s): Alexis Herrera   | Árbitro(s): Alexis Herrera |

|                          |
| Bandera de Venezuela     |
| Campeón Ureña 2.º título |